# Xavier Jan
Xavier Jan (Dinan, 2 de junio de 1970) es un ciclista francés que fue profesional de 1996 a 2002.
Destacó a lo largo de su carrera por haber denunciado en varias ocasiones el dopaje. Después de su carrera deportiva, se convirtió en vicepresidente de la Unión Nacional de ciclistas profesionales.[cita requerida]

## Palmarés
1994
- Ronde d'Isard

2001
- Ster Elektrotoer

2002
- Gran Premio Ciclista la Marsellesa

## Resultados en Grandes Vueltas y Campeonatos del Mundo
Durante su carrera deportiva consiguió los siguientes puestos en las Grandes Vueltas y en los Campeonatos del Mundo en carretera:
| Carrera         | Carrera         | 1996 | 1997 | 1998 | 1999 | 2000 | 2001 | 2002 |
| --------------- | --------------- | ---- | ---- | ---- | ---- | ---- | ---- | ---- |
|                 | Giro de Italia  | —    | —    | —    | —    | —    | —    | —    |
|                 | Tour de Francia | —    | —    | 77.º | —    | 76.º | Ab.  | —    |
|                 | Vuelta a España | —    | —    | —    | —    | —    | —    | Ab.  |
| Mundial en Ruta | Mundial en Ruta | —    | —    | Ab.  | —    | —    | —    | —    |

—: no participa

Ab.: abandono